# Sammansatta utrikes- och försvarsutskottet
Sammansatta utrikes- och försvarsutskottet (UFöU) är ett sammansatt riksdagsutskott i Sveriges riksdag, bildat av ledamöter från både utrikesutskottet och försvarsutskottet.
Frågor som behandlas av ett för ändamålet sammansatt utskott är i första hand beslut om svenskt deltagande i internationella insatser. Enligt Regeringsformen 15 kap. 16 §  krävs medgivande från riksdagen för att en svensk väpnad styrka ska få sändas utomlands. Efter förslag från regeringen är det alltså riksdagen som ytterst beslutar om detta efter behandling av frågan i ett sammansatt utskott.  Internationellt säkerhetspolitiskt samarbete som frågan om värdlandsavtal med Nato och svensk säkerhetspolitik är andra frågor som kan hanteras i ett sammansatt utskott. Utskottet ska också behandla internationell krishantering.
Sammansatta utrikes- och försvarsutskottet bildades bland annat den 25 oktober 2001. Utskottet inrättades tillfälligt för att behandla frågor om svensk och internationell säkerhetspolitik. Utskottet behandlade de säkerhetspolitiska bedömningarna som ingick som del av regeringens proposition om Fortsatt förnyelse av totalförsvaret (proposition 2001/02:10) samt ett antal motioner om säkerhetspolitiska frågor. Även den säkerhetspolitisk inriktningen för perioden 2016–2020 behandlades av ett sammansatt utskott i anslutning till det senaste försvarsbeslutet  (bet. 2014/15:UFöU5). Regeringens bedömningar av den säkerhetspolitiska utvecklingen behandlas i det sammansatta utskottet men regeringens förslag om hur det svenska försvaret bör vara utformat behandlas däremot i försvarsutskottet.